# Darbas
Darbas là một đô thị thuộc tỉnh Syunik, Armenia. Dân số ước tính năm 2011 là 1213 người.